# Yenal Kaçıra
Yenal Kaçıra (* 26. Oktober 1951 in Eskişehir) ist ein ehemaliger türkischer Fußballspieler und -trainer. Er spielte für die drei Vereine Eskişehirspor, Fenerbahçe Istanbul und Sakaryaspor und war bei allen drei an einigen wichtigsten Erfolgen der jeweiligen Vereinsgeschichten beteiligt. Aufgrund seiner krimtatarischen Abstammung ist er auch unter dem Spitznamen Tatar Yenal bekannt.

## Spielerkarriere

### Verein
Kaçıra startete seine Profikarriere in der Saison 1971/72 bei Eskişehirspor, dem Erstligisten seiner Heimatstadt Eskişehir. Hier gab er beim 7:0-Sieg in der Ligapartie vom 14. Mai 1972 seiner Mannschaft gegen Karşıyaka SK sein Profidebüt. Mit seinem Verein beendete er die Saison hinter Galatasaray Istanbul als Vizemeister und gehörte damit zu jener Mannschaft, die die bis dato beste Erstligaplatzierung der Vereinsgeschichte wiederholen konnte. Mit seiner zweiten Saison eroberte er hier einen Stammplatz und behielt diesen bis zu seinem Abschied zum Sommer 1975. Während der vergangenen Zeit wurde er zweimal mit seinem Verein Tabellendritter und einmal Tabellenvierter.
Zur Saison 1975/76 wechselte Kaçıra zusammen mit seinem Teamkollegen Ömer Kaner zum Ligarivalen und amtierenden Meister Fenerbahçe Istanbul. Mit seiner neuen Mannschaft startete er mit dem Titelgewinn des vorsaisonal gespielten TSYD-Istanbul-Pokals. Fenerbahçe, welches sich die Meisterschaften der letzten beiden Spielzeiten gesichert hatte, startete zwar nach diesen Erfolgen mit dem Meistertrainer Valdir Pereira, ersetzte diesen jedoch nach zwei Spieltagen durch Abdulah Gegić. Unter diesem Trainer führte die Mannschaft über lange Zeit die Tabelle an, verspielte die Meisterschaft in den letzten Spieltagen an Trabzonspor und wurde Vizemeister. Kaçıra spielte in dieser Saison in 20 Ligapartien über die volle Spiellänge und kam insgesamt auf 30 Pflichtspieleinsätze. In der nächsten Saison stieg Kaçıra zum Stammspieler auf. Wieder holte sein Team den vorsaisonalen TSYD-Istanbul-Pokal und wieder wurde sie hinter Trabzonspor Vizemeister. Nach zwei titellosen Jahren in der türkischen Meisterschaft führte die Vereinsführung im Sommer 1977 eine Kaderrevision durch und verpflichtete neue Spieler. In diesem Umfeld verteidigte Kaçıra unter der Führung des neuen Cheftrainers Tomislav Kaloperović einen Stammplatz. Am Saisonende wurde er mit Fenerbahçe türkischer Meister, wodurch Kaçıra seine erste türkische Meisterschaft mit Einsatz und seine zweite türkische Meisterschaft insgesamt. Die nächsten zwei Spielzeiten vergab Kaçıras Mannschaft die Meisterschaft wieder an Trabzonspor, konnte stattdessen einmal den Türkischen Pokal (1978/79) und zwei den vorsaisonalen TSYD-Istanbul-Pokal (1978/79, 1979/80) holen.
Nachdem Kaçıras Team zweimal in Folge die türkische Meisterschaft nicht holen konnte, führte die Vereinsführung im Sommer 1981 eine erneute Kaderrevision durch. Im Zuge dieser Revision wurde auch Kaçıra, der in der letzten Spielzeit ein Reservistendasein fristete, auf die Verkaufsliste gesetzt. Er wechselte zum Zweitligisten Sakaryaspor. Hier gehörte er einer Gruppe von gestandenen Spielern wie Coşkun Demirbakan, Emin İlhan, Zafer Göncüler an, die mit vielen jungen Spielern im Sommer 1981 dem Verein zum ersten Mal in die 1. Lig brachten. In der Mannschaft befanden sich damals junge und damals unbekannte Spieler wie Nezihi Tosuncuk, Oğuz Çetin, Bahri Kaya und Aykut Yiğit, die alle später zu wichtigen Persönlichkeiten im türkischen Fußball werden sollten. In diesem Umfeld beendete die Mannschaft die Spielsaison 1981/82 auf dem 5. Tabellenplatz und avancierte zur Überraschungsmannschaft der Saison. Damit erreichte die Mannschaft die beste Erstligaplatzierung ihrer Vereinsgeschichte. Kaçıra spielte nach diesem Erfolg weitere vier Spielzeiten für den Verein und zählte während dieser Zeit zu den Führungsspielern. Nachdem der Verein im Sommer 1986 den Klassenerhalt verfehlt hatte, ging Kaçıra mit ihm in die 2. türkische Liga und trug in der nächsten Saison dazu bei, dass der Verein als Zweitligameister den direkten Wiederaufstieg erreichte. Mit Saisonablauf beendete er seine Karriere.

### Nationalmannschaft
Kaçıras Nationalmannschaftskarriere begann im Juni 1974 mit einem Einsatz für die türkische U-21-Nationalmannschaft. Bei allen diesen Einsätzen war Kaçıra deutlich über 21 Jahre alt.
1975 wurde er im Rahmen eines Testspiels gegen die Rumänische Nationalmannschaft vom Nationaltrainer Coşkun Özarı zum ersten Mal und für das Aufgebot der türkischen Nationalmannschaft nominiert und gab in dieser Partie sein A-Länderspieldebüt.
Insgesamt absolvierte Kaçıra vier U-21- und ein A-Länderspiel für die Türkei.

## Trainerkarriere
Kaçıra begann seine Trainerkarriere damit, dass er 1991 Sakaryaspor interimsweise als Cheftrainer betreute. Anschließend arbeitete in der gleichen Funktion für Adapazarıspor. Später arbeitete er bei Sakaryaspor als Nachwuchstrainer und 2000 bei Kırklarelispor als  Co-Trainer.

## Erfolge
Mit Fenerbahçe Istanbul
- Türkischer Meister: 1977/78
- Türkischer Vizemeister: 1975/76, 1976/77, 1979/80
- Türkischer Pokalsieger: 1978/79
- Premierminister-Pokal: 1979/80
- TSYD-Istanbul-Pokalsieger: 1975/76, 1976/77, 1978/79, 1979/80

Mit Eskişehirspor
- Türkischer Vizemeister: 1971/72
- Tabellendritter der Süper Lig: 1972/73, 1974/75
- Tabellenvierter der Süper Lig: 1973/74

Mit Sakaryaspor
- Tabellenfünfter der Süper Lig: 1981/82
- Meisterschaft der TFF 1. Lig und Aufstieg in die Süper Lig: 1980/81, 1986/87